# Mikel Landa
Mikel Landa Meana (født 13. december 1989 i Murgia) er en spansk landevejscykelrytter, som kører for World-Tour holdet Soudal Quick-Step. Hans gennembrud kom i Giro d'Italia 2015 hvor han vandt to etaper og sluttede som nr. 3.
Han har tidligere kørt for det spanske hold Euskaltel-Euskadi, men da det blev opløst ved slutningen af 2013-sæsonen, skrev han under med Astana. Landa fik sit gennembrud i 2015, hvor han vandt en etape i Baskerlandet rundt, og han har siden vundet etaper i Vuelta a España og Giro d'Italia samt været samlet vinder i Vuelta a Burgos, og i 2017 var han en værdifuld hjælperytter for Chris Froome i dennes sejr i Tour de France, hvor Landa selv blev nummer fire, blot ét sekund fra tredjepladsen.

## Karriere

### Tidlige karriere
Landa er født i Murgia, i Baskerlandet i nordspanien, som mange andre baskiske cykelryttere startede han sin karriere hos Orbea Continental, som fungerer som udviklingshold for Euskaltel-Euskadi, som han rykkede til i 2011. Efter tre år ved Euskatel-Euskadi skiftede Landa til Astana i 2014. 

### Astana (2014-2015)
Landa vandt en etape ved Giro del Trentino før han kørte 2014 Giro d'Italia som hjælperytter for Fabio Aru. Her hjalp han til Arus 2.plads. 
I 2015, angreb Landa i et udbrud på den sidste stigning hvor han vandt den femte etape af Baskerlandet Rundt.